# Wolfmühle (Weil)
Wolfmühle ist ein Gemeindeteil von Weil im oberbayerischen Landkreis Landsberg am Lech.

## Lage
Die Einöde liegt circa vier Kilometer nördlich von Weil am Verlorenen Bach, in seinem Unterlauf Friedberger Ach genannt.

## Geschichte
Wolfmühle wird erstmals 1055 im Breviarium Gotscalchi des Klosters Benediktbeuern genannt. Der Ort gehörte dem Kloster bis zur Säkularisation im Jahr 1802.
Seit den Gemeindeedikten Anfang des 19. Jahrhunderts gehörte Wolfmühle zur Gemeinde Beuerbach, die 1972 im Zuge der Gebietsreform nach Weil eingemeindet wurde.

## Sehenswürdigkeiten
- Hofkapelle
- Ehemalige Mühle

Siehe auch Liste der Baudenkmäler in Wolfmühle